# Loch Dùghaill
Loch Dùghaill är en av flera sjöar med dettq namn i  kommunen Highland i nordvästra SkottlandStorbritannien. Den ligger 187 meter över havet. Trakten runt Loch Dùghaill består i huvudsak av gräsmarker.
Inlandsklimat råder i trakten. Årsmedeltemperaturen i trakten är 4 °C. Den varmaste månaden är juni, då medeltemperaturen är 11 °C, och den kallaste är januari, med −4 °C.